# Wereldkampioenschappen schaatsen afstanden 2008 - 1500 meter vrouwen
De wereldkampioenschappen schaatsen afstanden 2008 - 1500 meter vrouwen werd gehouden op vrijdag 6 maart 2008 op de M-Wave in Nagano, Japan.

## Statistieken

### Uitslag
| #      | Schaatser                | Tijd    |
| ------ | ------------------------ | ------- |
| Goud   | Anni Friesinger          | 1.56,06 |
| Zilver | Kristina Groves          | 1.57,36 |
| Brons  | Kristina Groves          | 1.57,63 |
| 4      | Daniela Anschütz         | 1.58,81 |
| 5      | Christine Nesbitt        | 1.58,85 |
| 6      | Brittany Schussler       | 1.59,40 |
| 7      | Ireen Wüst               | 1.59,50 |
| 8      | Katarzyna Bachleda-Curuś | 2.00,04 |
| 9      | Chiara Simionato         | 2.00,09 |
| 10     | Maki Tabata              | 2.00,28 |
| 11     | Jorien Voorhuis          | 2.00,62 |
| 12     | Monique Angermüller      | 2.01,09 |
| 13     | Lee Ju-youn              | 2.01,16 |
| 14     | Masako Hozumi            | 2.01,66 |
| 15     | Natalija Rybakova        | 2.01,87 |
| 16     | Kim You-lim              | 2.02,11 |
| 17     | Fei Wang                 | 2.02,26 |
| 18     | Hiromi Otsu              | 2.03,97 |
| 19     | Bianca Anghel            | 2.04,54 |
| 20     | Natalia Czerwonka        | 2.07,10 |

### Loting
| Rit | Binnenbaan               | Buitenbaan          |
| --- | ------------------------ | ------------------- |
| 1   | Kim You-lim              | Monique Angermüller |
| 2   | Bianca Anghel            | Natalia Czerwonka   |
| 3   | Natalija Rybakova        | Lee Ju-youn         |
| 4   | Hiromi Otsu              | Masako Hozumi       |
| 5   | Fei Wang                 | Chiara Simionato    |
| 6   | Katarzyna Bachleda-Curuś | Maki Tabata         |
| 7   | Jorien Voorhuis          | Brittany Schussler  |
| 8   | Daniela Anschütz Thoms   | Anni Friesinger     |
| 9   | Paulien van Deutekom     | Christine Nesbitt   |
| 10  | Ireen Wüst               | Kristina Groves     |

1996 · 
1997 · 
1998 · 
1999 · 
2000 · 
2001 · 
2003 · 
2004 · 
2005 · 
2007 · 
2008 · 
2009 · 
2011 · 
2012 · 
2013 · 
2015 · 
2016 · 
2017 · 
2019 · 
2020 · 
2021 · 
2023 · 
2024 · 
2025